# August Adriaan Pulle

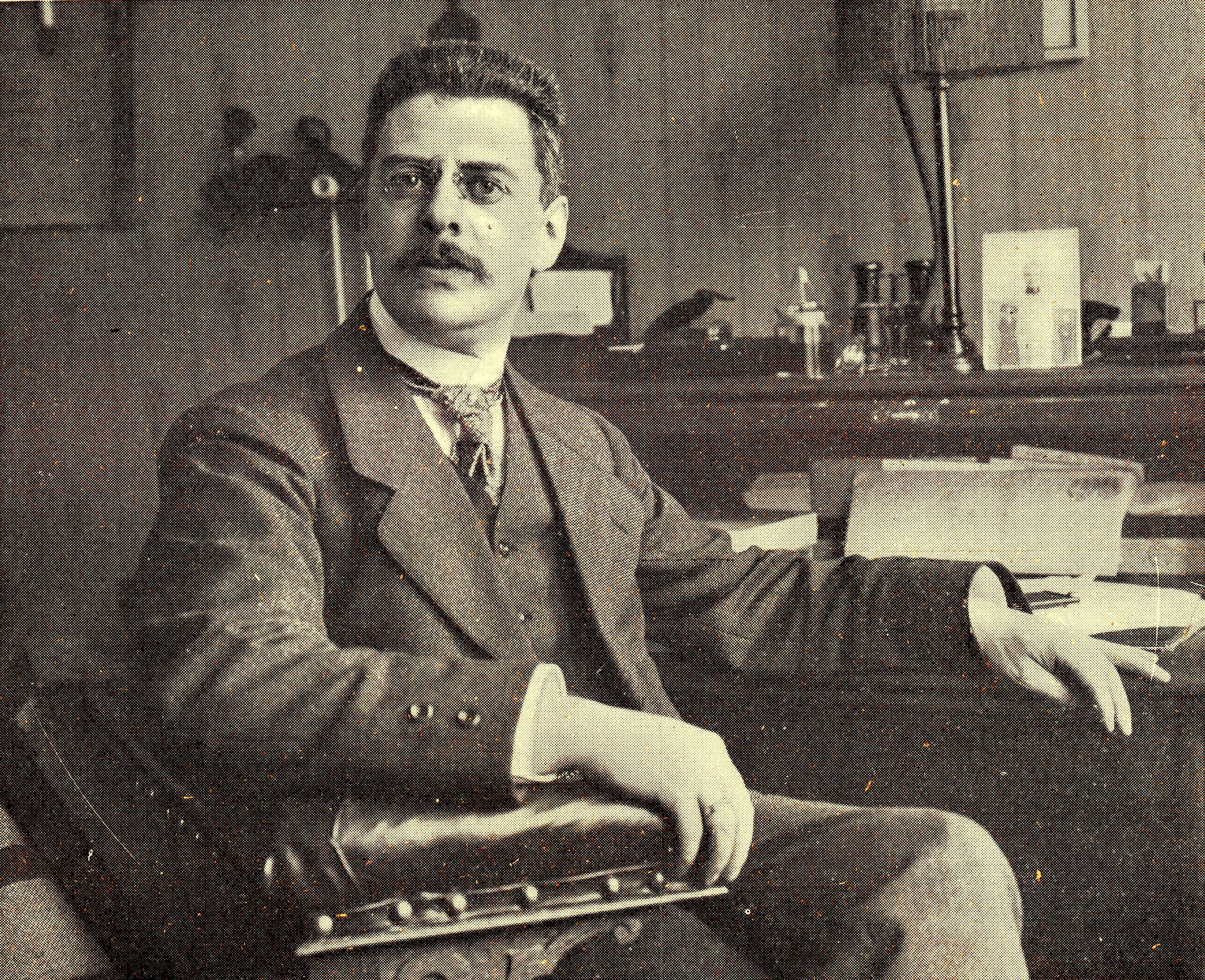
August Pulle

August Adriaan Pulle (* 10. Januar 1878 in Arnhem; † 28. Februar 1955 in Utrecht) war ein niederländischer Botaniker.
Sein botanisches Autorenkürzel lautet „Pulle“.

## Leben
August Adriaan wurde als Sohn des Reinier Johan Cornelis Pulle (* 6. Dezember 1844 in Arnhem; † 1. Januar 1883 in Arnhem) und dessen Frau Sophia Mathilda Reudler (* 30. Juli 1850 in Den Haag; † 5. Januar 1917 in Den Haag) geboren. Er besuchte die höhere Bürgerschule in Arnhem, wo er sich 1897 die Hochschulreife erwarb. Im selben Jahr begann er an der Universität Utrecht ein Studium der Pharmazie. Im Januar 1899 bestand er das Kandidatenexamen und wendete sich unter dem Einfluss seiner Lehrer  Ambrosius Hubrecht und Frits Went der Biologie zu. Am 1. Januar 1900 wurde er Assistent am botanischen Labor und Herbarium in Utrecht, arbeitete als Lehrer an den Mittelschulen in Utrecht und beteiligte sich 1902 bis 1903 an der Saramacca-Expedition nach Suriname.
Zurückgekehrt nach Utrecht wurde er 1904 Lehrer der Naturgeschichte an der höheren Bürgerschule daselbst. Seine Erfahrungen aus der Expedition nutzte er 1906, als er zum Doktor der Biologie promovierte, mit der Arbeit An Enumeration of the vascular Plants known from Surinam. Anschließend arbeitete Pulle als Dozent für Pflanzensystematik, pharmazeutische Botanik und geographische Pflanzenausbreitung an der Utrechter Hochschule. Nebenbei hielt er bis 1912 am Gymnasium in Amersfoort Vorlesungen zur Naturgeschichte. Zur Erweiterung seines botanischen Wissens nahm er 1912 bis 1913 an der dritten Süd-Neuguinea Expedition teil. Am 14. April 1914 erhielt Pulle eine Berufung als Professor für Pflanzensystematik und geographische Pflanzenausbreitung an der Utrechter Universität.
Damit verbunden ernannte man ihn zum Direktor der Botanischen Gärten, dem angeschlossenen Museum und des Herbariums der Utrechter Bildungseinrichtung. Diese Aufgabe begann er am 18. Mai 1914 mit der Antrittsrede Problemen der plantengeografie. Als 1920 der Catonpark in Baarn in den Bestand der Utrechter Hochschule überging, bereitete er diesen für den Bildungsbetrieb vor. 1920 unternahm Pulle abermals eine Expedition nach Suriname, wo er sich weiter auf die Pflanzenwelt spezialisierte. Diese Spezialisierung fand Ausdruck in seinem Standardwerk Flora of Surinam, wovon 1932 der erste Teil erschien. Um seinen Studenten eine elementare Taxonomie zur Verfügung zu stellen, entwarf er 1938 sein Lehrbuch Compendium van de terminologie, nomenclatuur en systematiek der zaadplanten.
Pulle wirkte in verschiedenen Vereinigungen und Kommissionen mit, wodurch er sich auch international einen guten Ruf erwarb. Im Akademiejahr 1929/30 wurde er zum Rektor der Utrechter Alma Mater gewählt, wozu er 1933 die Rektoratsrede Mensch en natuur abhielt. 1938 war Pulle Ehrenpräsident des ersten Südamerikanischen botanischen Kongresses in Rio de Janeiro, am 22. März 1914 ernannte man ihn zum Ritter des Ordens von Oranien-Nassau, 1937 zum Ritter des Ordens vom niederländischen Löwen und am 21. Juli 1939 zum Offizier des brasilianischen Ordens vom Kreuz des Südens. 1948 wurde Pulle emeritiert.

## Familie
Pulle war zwei Mal verheiratet. Seine erste Ehe schloss er am 27. Dezember 1906 in Leeuwarden Elisabeth Kamerling (* 22. Juli 1879 in Leeuwarden; † 19. Mai 1947 in Baarn), die Tochter de Offiziers Charles Glaude Kamerling (* 9. Oktober 1848 in Amersfoort; † 12. Januar 1919 in Den Haag) und Fredrika Hendrina Tulp (* 1. Januar 1852 Groningen; † 27. Juni 1916 in Den Haag). Aus der Ehe stammen drei Söhne und eine Tochter. Seine zweite Ehe schloss er am 11. April 1951 mit Nora Starke (* ± 1920), die Tochter des Johannes Frederik Starke (* 27. August 1888 in Den Haag; † 27. September 1946 in Den Haag) und der Maria Frederika de Leeuw (* 26. Januar 1893 in Den Haag; † 10. März 1975 in Scheveningen). Die Ehe blieb kinderlos. Von den Kindern kennt man:
- August Sjoerd Epco Pulle (* 16. Februar 1908 in Utrecht) verh. 6. November 1930 in Baarn (gesch. 26. September 1950 in Haarlem) mit Joukje Reino Bloemhof (* 25. Januar 1906 Leeuwarden) verh. II. mit E. Balfoort
- Hugo Pulle (* 17. August 1910 in Utrecht; † 20. März 1943 Kamburi (Thailand)) verh. mit Otteline van Hemert tot Dingshof (* 21. Mai 1916 in Haastrecht; † 25. September 2013 in Den Haag, sp. verh. Lopes Cardozo)
- Elisabeth Frederika Sophie Pulle (* 24. Mai 1917 Utrecht)
- Paulus Justus Pulle (* 22. August 1925 in Baarn)

## Werke (Auswahl)
- An enumeration of the vascular plants known from Surinam, together with their distribution and synonymy. E. J. Brill, Leiden, 1906
- Zakflora voor Suriname. Bulletin van het Koloniaal Museum te Haarlem. De Bussy. Amsterdam, 1911, Bd. 1
- A Nova Guinea. Résultats de l'expédition scientifique néerlandaise à la Nouvelle Guinée. 1912.
- Naar het Sneeuwgebergte van Nieuw-Guinea. Maatsch. van Goede & Goedkoope Lect., Amsterdam, 1913
- Problemen der plantengeografie. Oosthoek, Utrecht, 1914
- De derde internationale planten-geografische excursie. Vakblad voor Biologen, S. 65–74, 1924
- Mensch en natuur. Oosthoek, Utrecht, 1930
- Flora of Suriname. Koninklijke Vereeniging Indisch Instituut, Amsterdam, 1932–1965, Redaktion (von 1956–1965 †, mit Joseph Lanjouw (1902–1984) als Mitredakteur)
- Carolus Linnaeus  rede, ter gelegenheid van de herdenking van den dag, waarop Linnaeus voor twee honderd jaar aan de Academie van Harderwijk den graad van doctor in de geneeskunde behaalde, uitgesproken in de Raadszaal te Harderwijk op 24 Juni 1935. Oosthoek, Utrecht, 1935
- Compendium van de terminologie, nomenclatuur en systematiek der zaadplanten. Oosthoek, Utrecht, 1938; 2. Aufl. Utrecht 1950; 3. Aufl. Utrecht 1952
- Het plantenrijk als geheel  systematische indeeling. De Haan, Utrecht, 1939
- .Overzicht van de lotgevallen en de werkzaamheden van de maatschappij in de eerste halve eeuw van haar bestaan. Leiden, 1940
- Afscheidscollege door prof. dr. A. A. Pulle gegeven op Zaterdag 26 Juni 1948 in de collegezaal van het Botanisch Laboratorium van de Rijksuniversiteit te Utrecht  met verslag van de hierna gevolgde huldiging. Utrecht, 1948